# Arme de guerre
On désigne par arme de guerre une arme dont la détention et l'usage sont strictement réservées aux militaires en uniforme pour faire la guerre ou s'y préparer.
Elles s'opposent, dans les diverses législations des différents États, aux armes de chasse, aux armes de tir, aux armes de défense, ou aux armes de collection que les civils peuvent posséder et utiliser sous certaines restrictions prévues par la loi.
Elles s'opposent, dans le droit international, et en particulier dans le Droit de la guerre (Première (1899) et Seconde conférence de La Haye), aux Armes non conventionnelles.